# Liste der Kirchen in Venedig

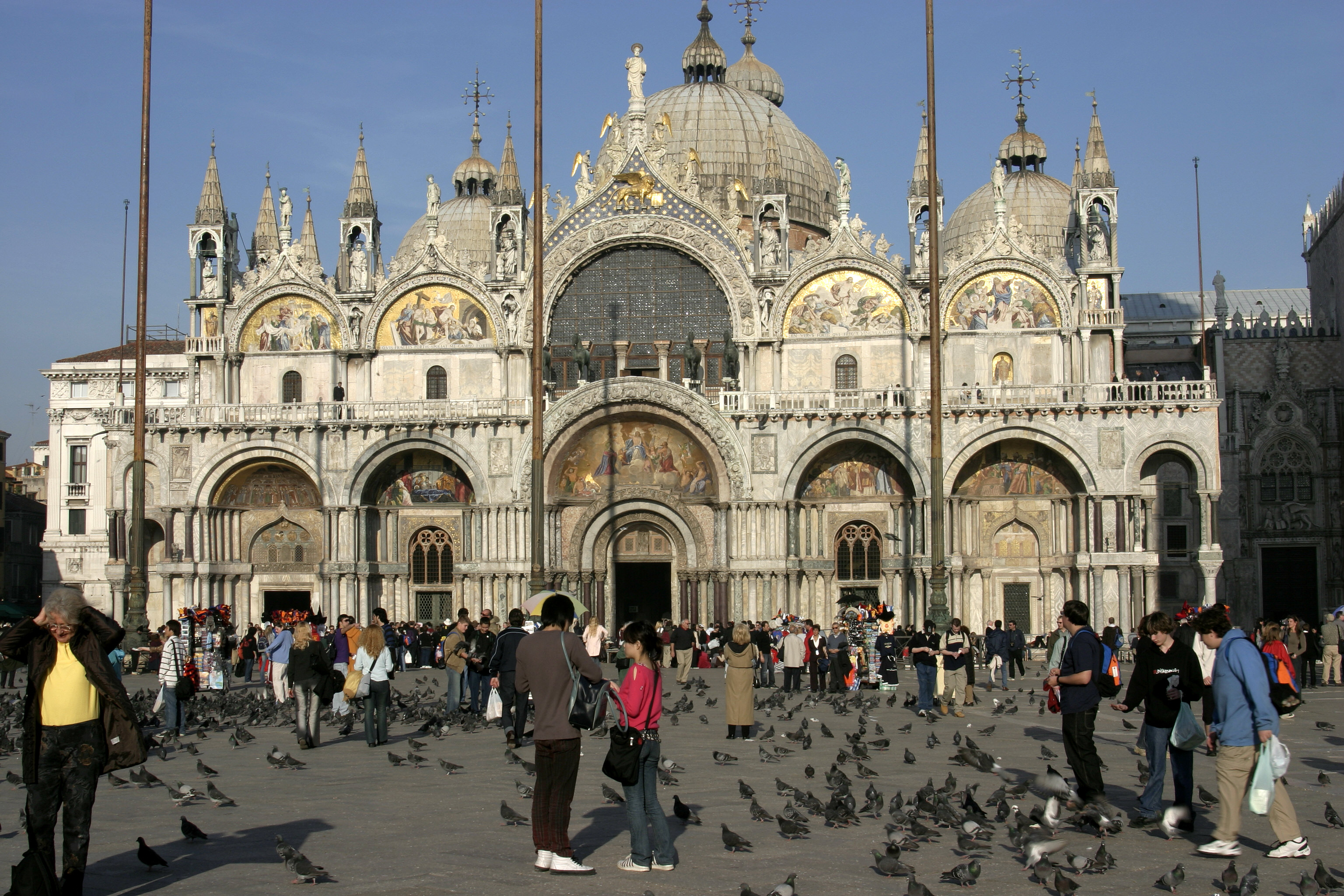
Markusdom aus der Sicht vom Markusplatz

Die folgende Liste enthält alle Kirchen/Gotteshäuser auf den Inseln des historischen Zentrums von Venedig und der weiteren Inseln in der Lagune von Venedig. Im historischen Zentrum Venedigs befinden sich etwa 90 Kirchen. Mit den Kirchen weiterer Inseln der Lagune von Venedig werden hier insgesamt mehr als 160 Kirchen vorgestellt. Neben den in Venedig dominierenden katholischen Kirchengebäuden werden auch die anderer Konfessionen berücksichtigt.

## San Marco
- Basilica di San Marco
- Palastkirche des Dogenpalastes[1]
- San Bartolomeo
- San Basso säkularisiert[2]
- San Beneto

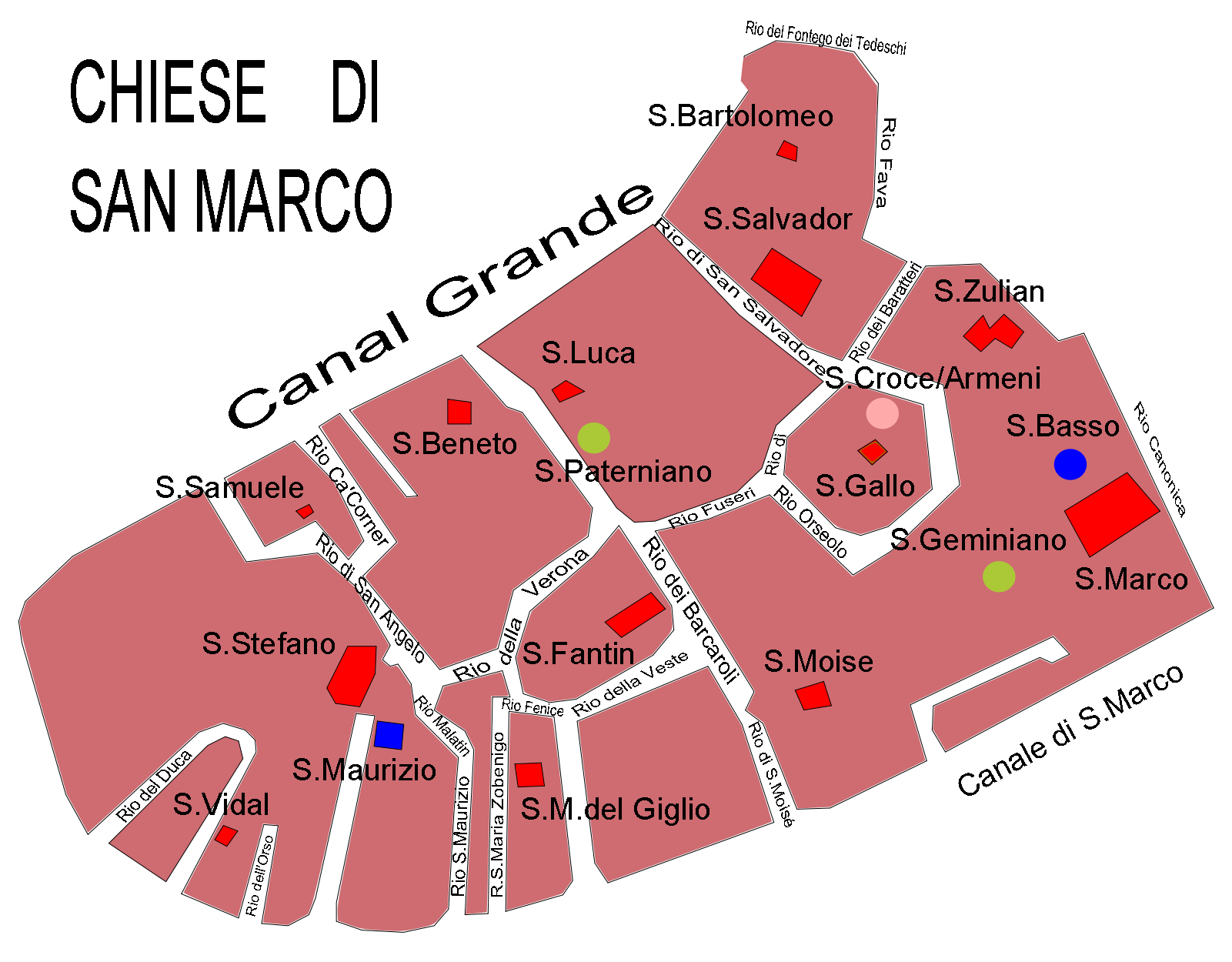
bestehende katholische Kirche
profanierte Kirche
nicht-katholische Kirche
zerstörte Kirche

- Santa Croce degli Armeni (Armenische Apostolische Kirche)
- San Fantin
- San Geminiano zerstört
- San Giorgio Maggiore
- San Luca
- Santa Maria dell’Ascensione (Santa Maria in Broglio) zerstört
- Santa Maria Zobenigo (Santa Maria del Giglio)
- Sant’Anzolo 1837 zerstört
- San Maurizio
- San Moisè
- San Salvador
- San Samuele
- Santo Stefano
- San Teodoro[3]
- San Vidal
- San Zulian

## San Polo
- Santa Maria Gloriosa dei Frari
- Sant’Agostin  zerstört
- Sant’Aponal säkularisiert
- San Boldo zerstört
- San Cassan

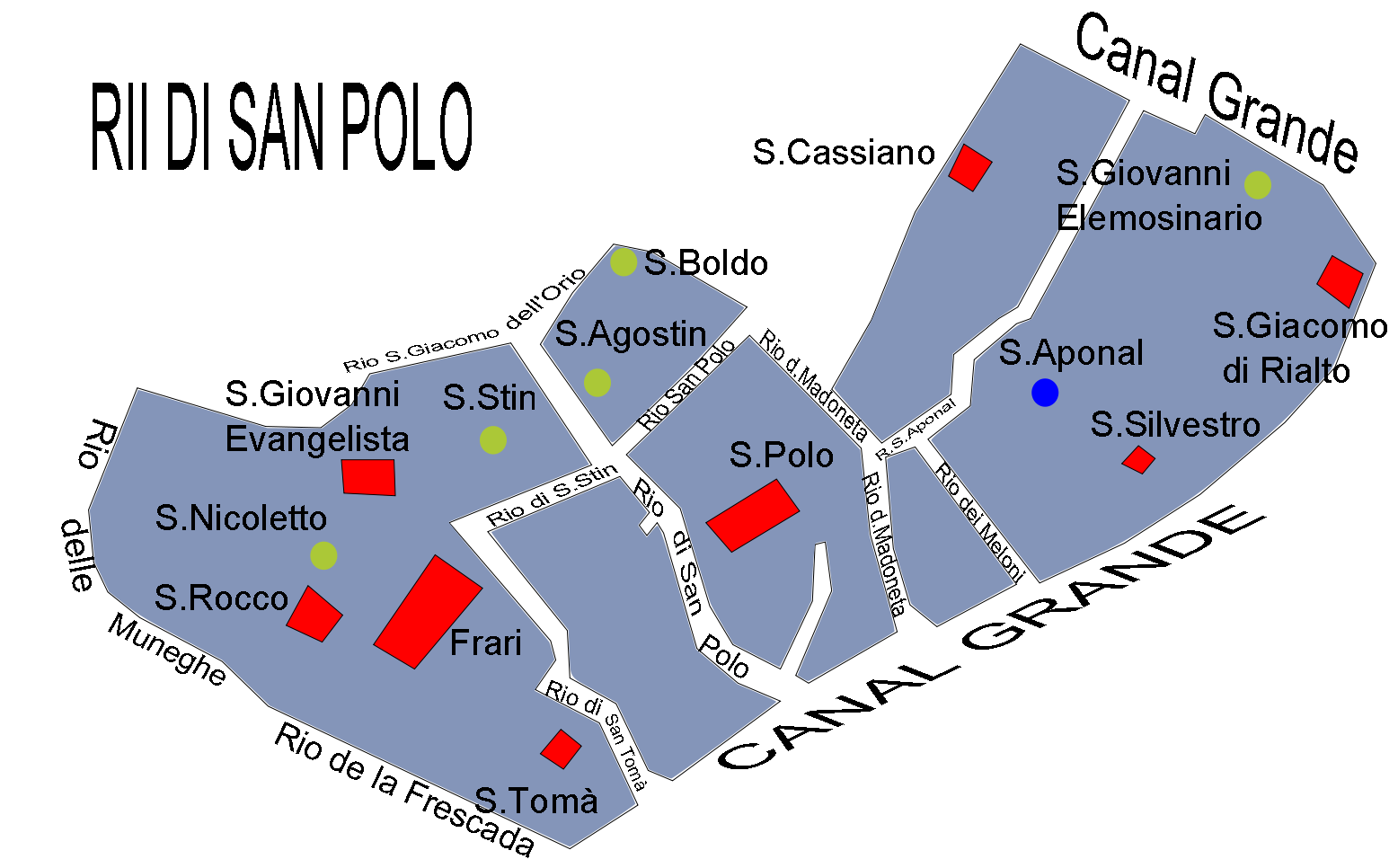

- San Giacomo di Rialto (San Giacometto)
- San Giovanni Elemosinario
- San Giovanni Evangelista
- San Polo
- San Rocco
- San Silvestro
- San Stin (Santo Stefano Confessore) zerstört
- San Tomà

## Santa Croce
- San Giacomo dall’Orio
- Santa Chiara zerstört
- Santa Croce in Luprio zerstört
- Santa Maria Maggiore
- Santa Maria Mater Domini

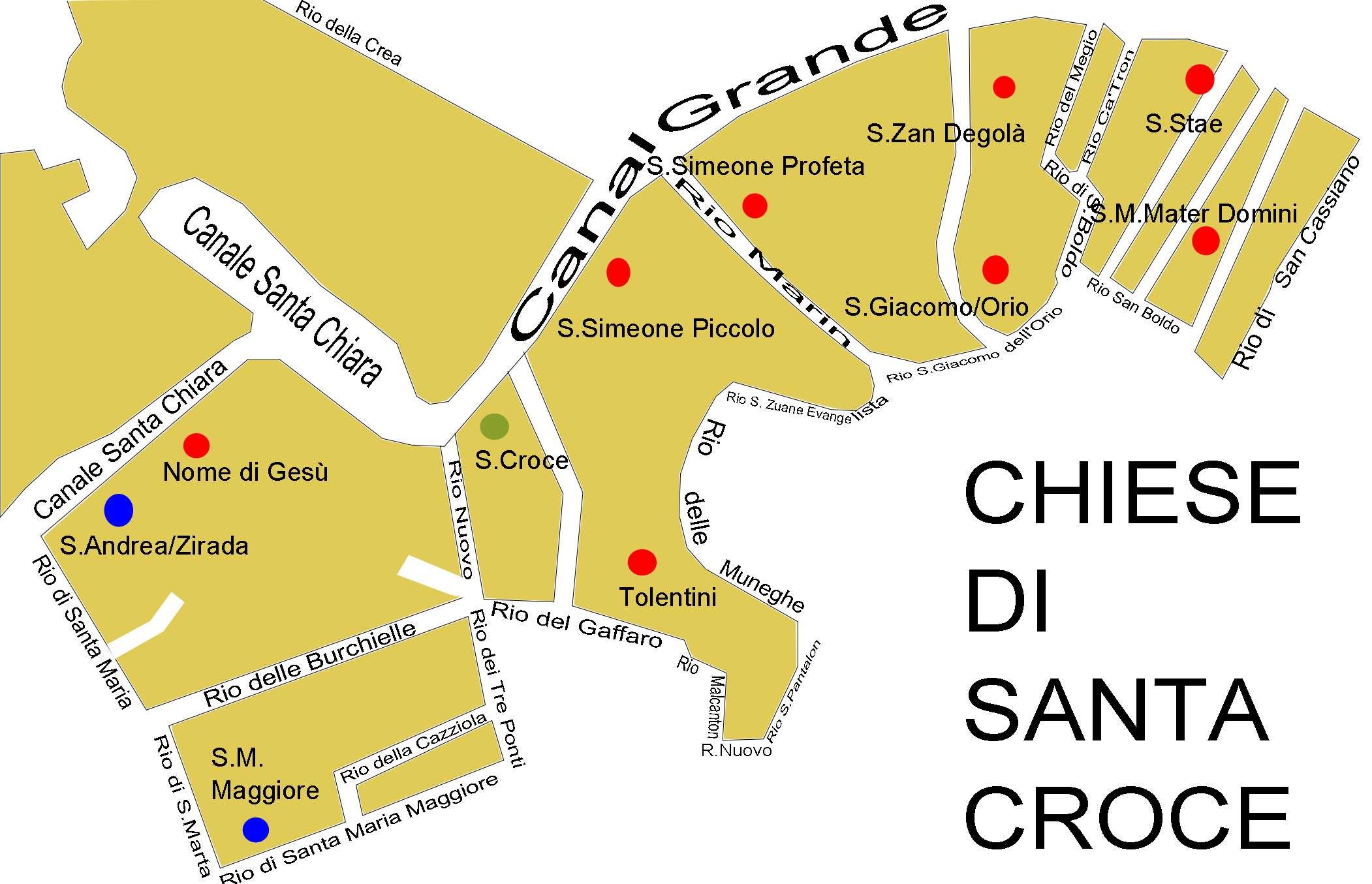

- Sant’Andrea della Zirada säkularisiert
- Sant’Anna zerstört
- San Nicola da Tolentino
- San Simeone Piccolo
- San Simeone Profeta
- San Stae (Sant’Eustachio)
- San Zan Degolà

## Dorsoduro
- Santa Maria della Salute
- Anzolo Rafael

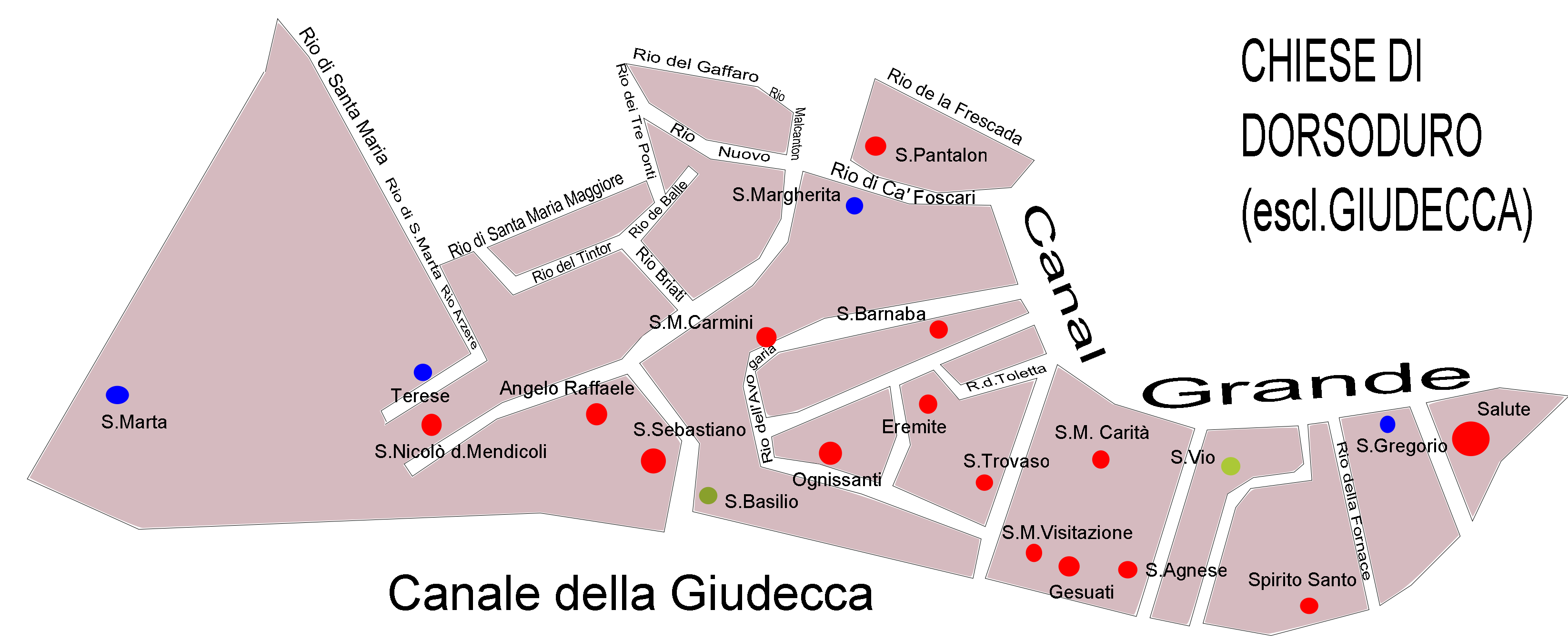

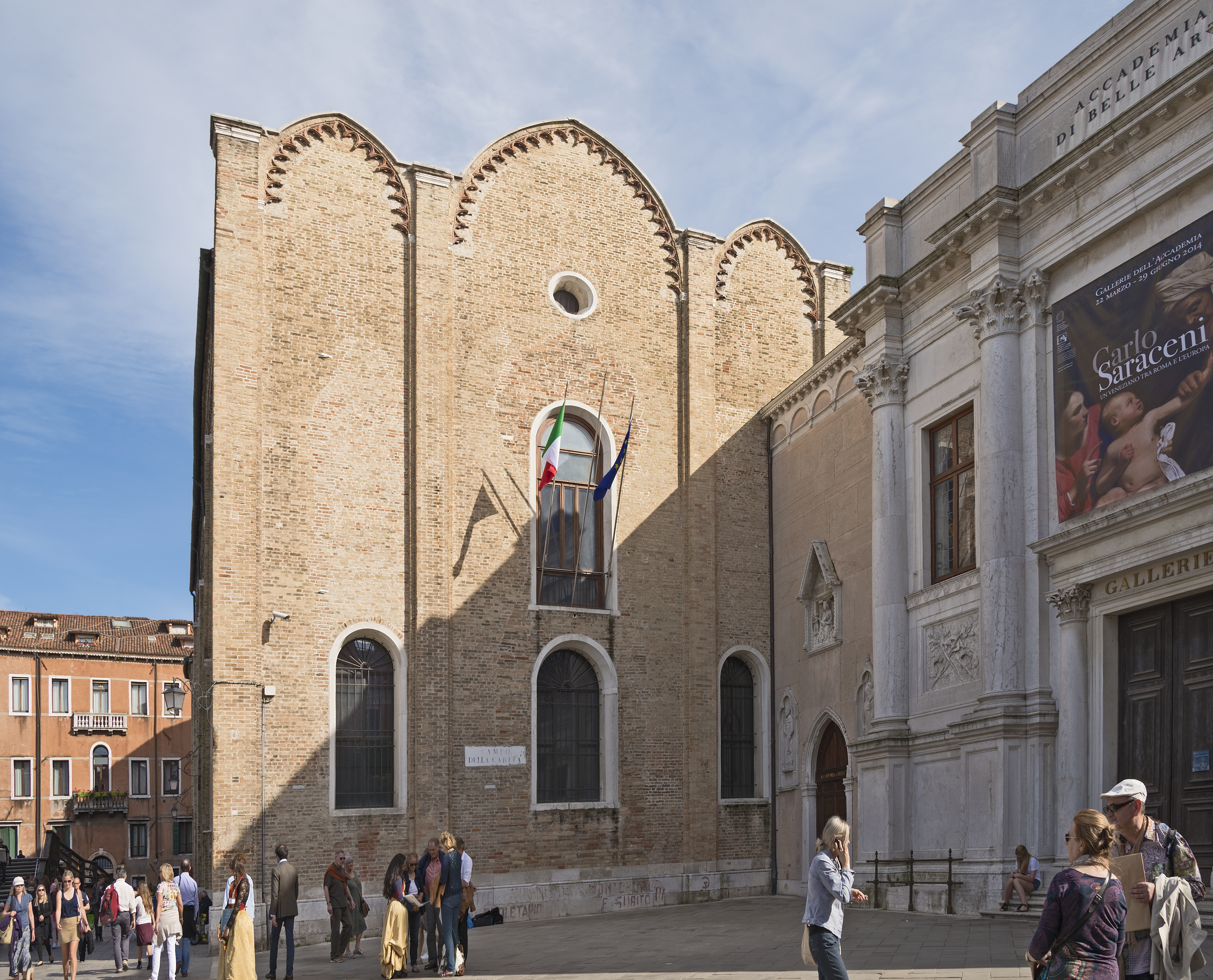
Fassade der Kirche Santa Maria della Carità

- Eremite di San Giuseppe (Romite) säkularisiert
- Santa Maria della Visitazione (Artigianelli)
- Santa Maria del Rosario (Gesuati)
- Nome di Gesù
- Ognissanti
- Sant’Agnese
- San Barnaba
- San Basegio 1824 abgerissen
- St George (Anglikanisch)
- San Gregorio säkularisiert
- Santa Margherita säkularisiert
- Santa Maria dei Carmini
- Santa Maria della Carità säkularisiert
- Santa Marta zerstört
- San Nicolò dei Mendicoli
- San Pantalon
- San Sebastiano
- San Trovaso (San Gervasio e Protasio)
- San Vio (San Vito e Modesto) zerstört
- Lo Spirito Santo
- Le Terese säkularisiert

### Giudecca
- Il Redentore
- San Giacomo zerstört
- San Giovanni Battista zerstört
- Santa Croce säkularisiert
- Sant’Eufemia

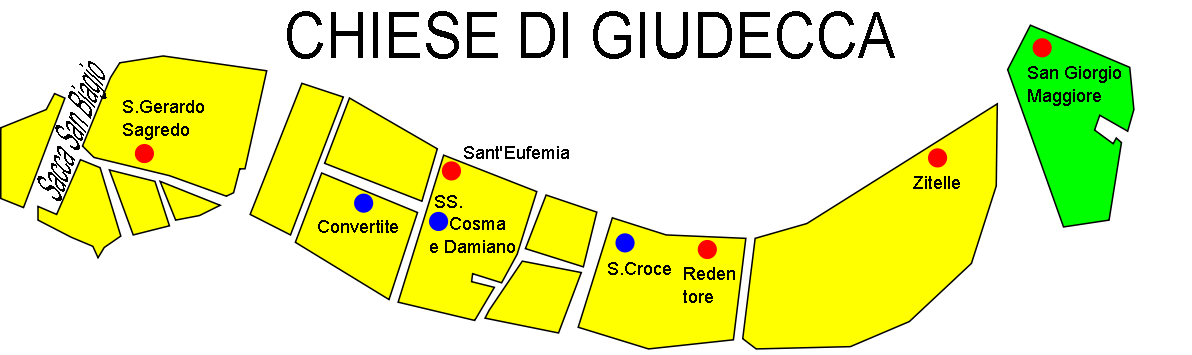

- Santi Cosma e Damiano  säkularisiert
- Le Zitelle (Santa Maria della Presentazione)
- Santi Biagio e Cataldo 1884 zugunsten der Stucky-Mühle abgerissen

## Cannaregio
- Sant’Alvise
- Santi Apostoli
- San Bonaventura
- San Canciano
- Santa Caterina
- Corpus Domini (Venedig) zerstört
- San Felice
- Santa Fosca
- San Geremia
- San Giobbe
- San Giovanni Crisostomo
- San Girolamo
- San Leonardo
- Santa Lucia zerstört

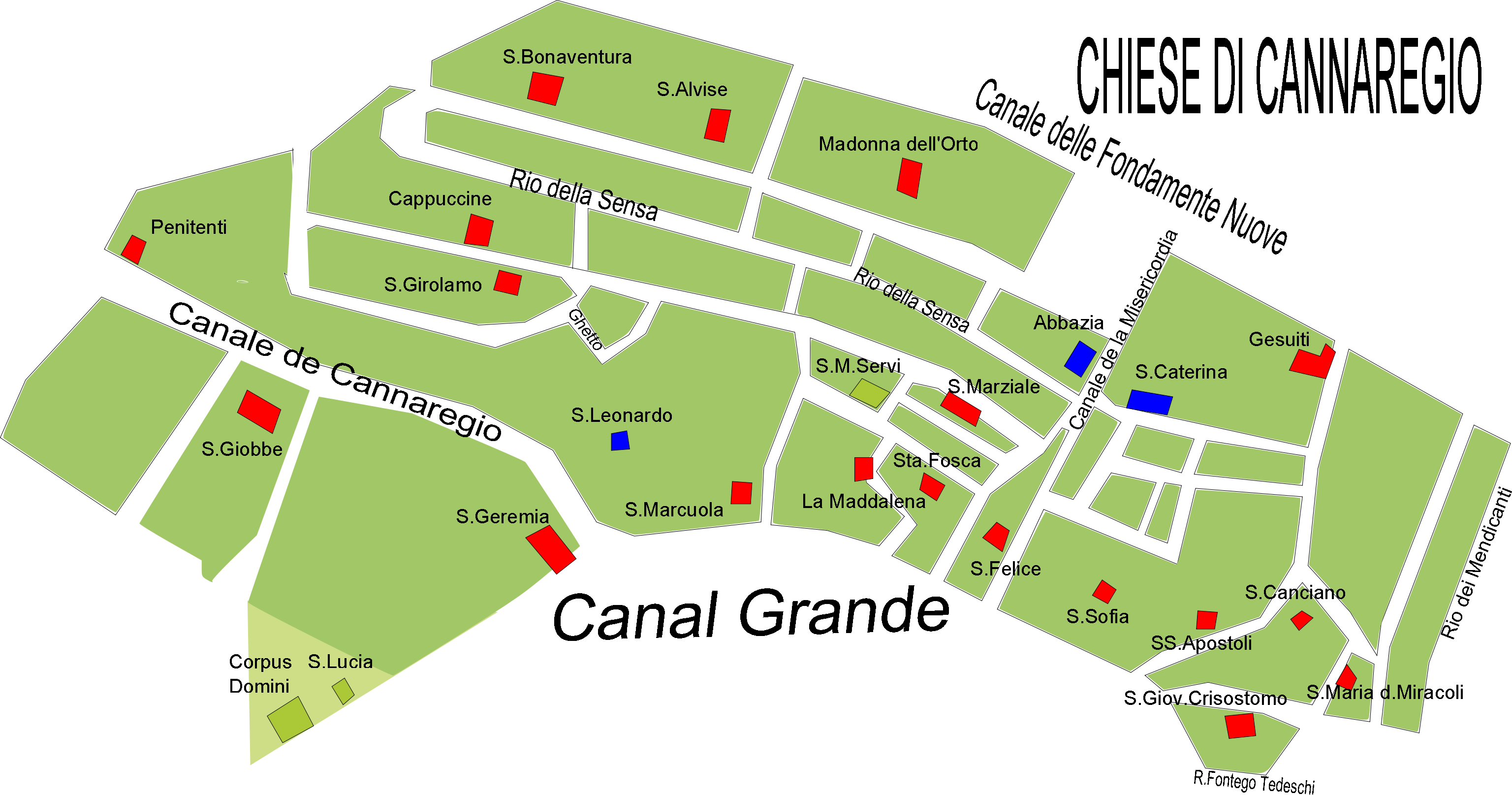

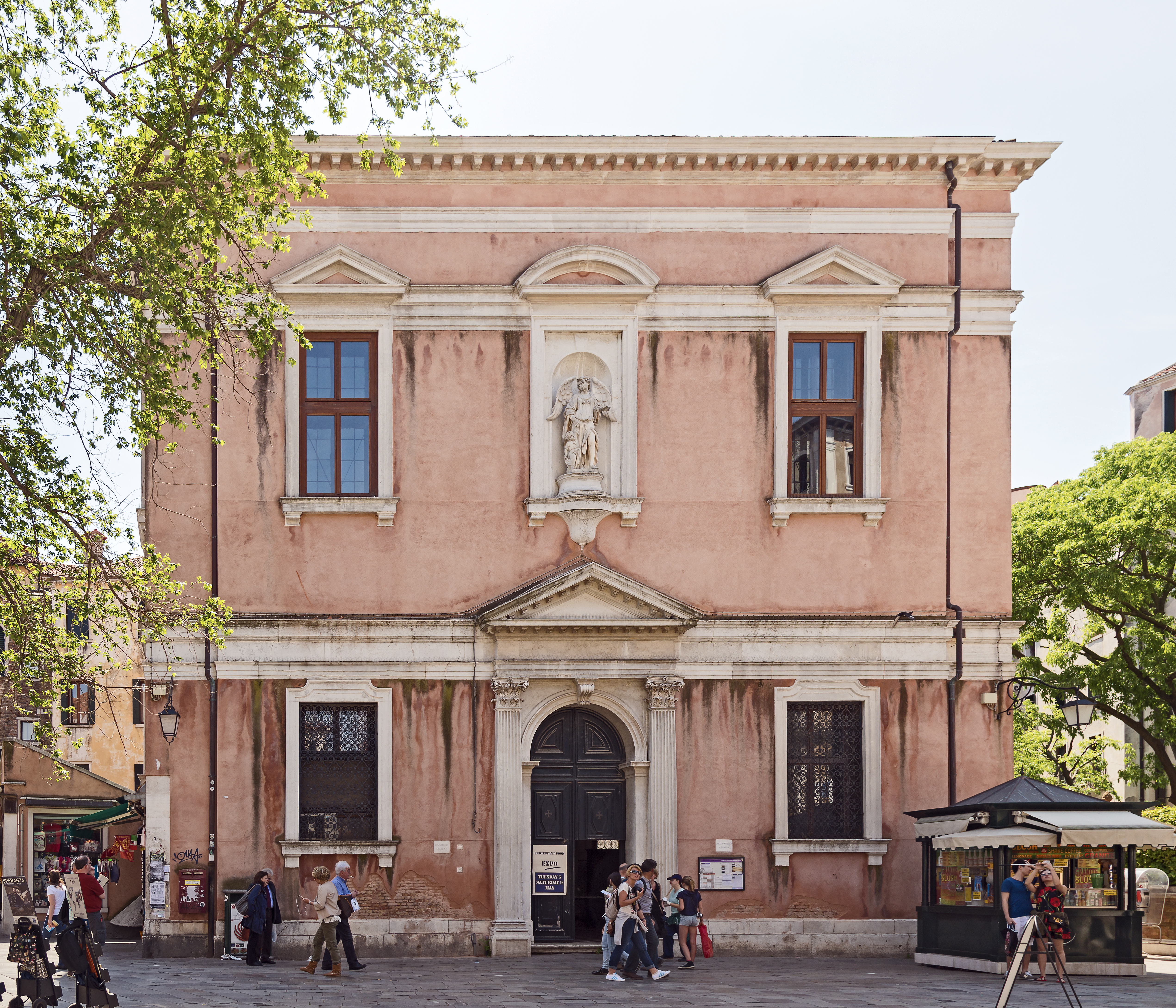
Chiesa Luterana

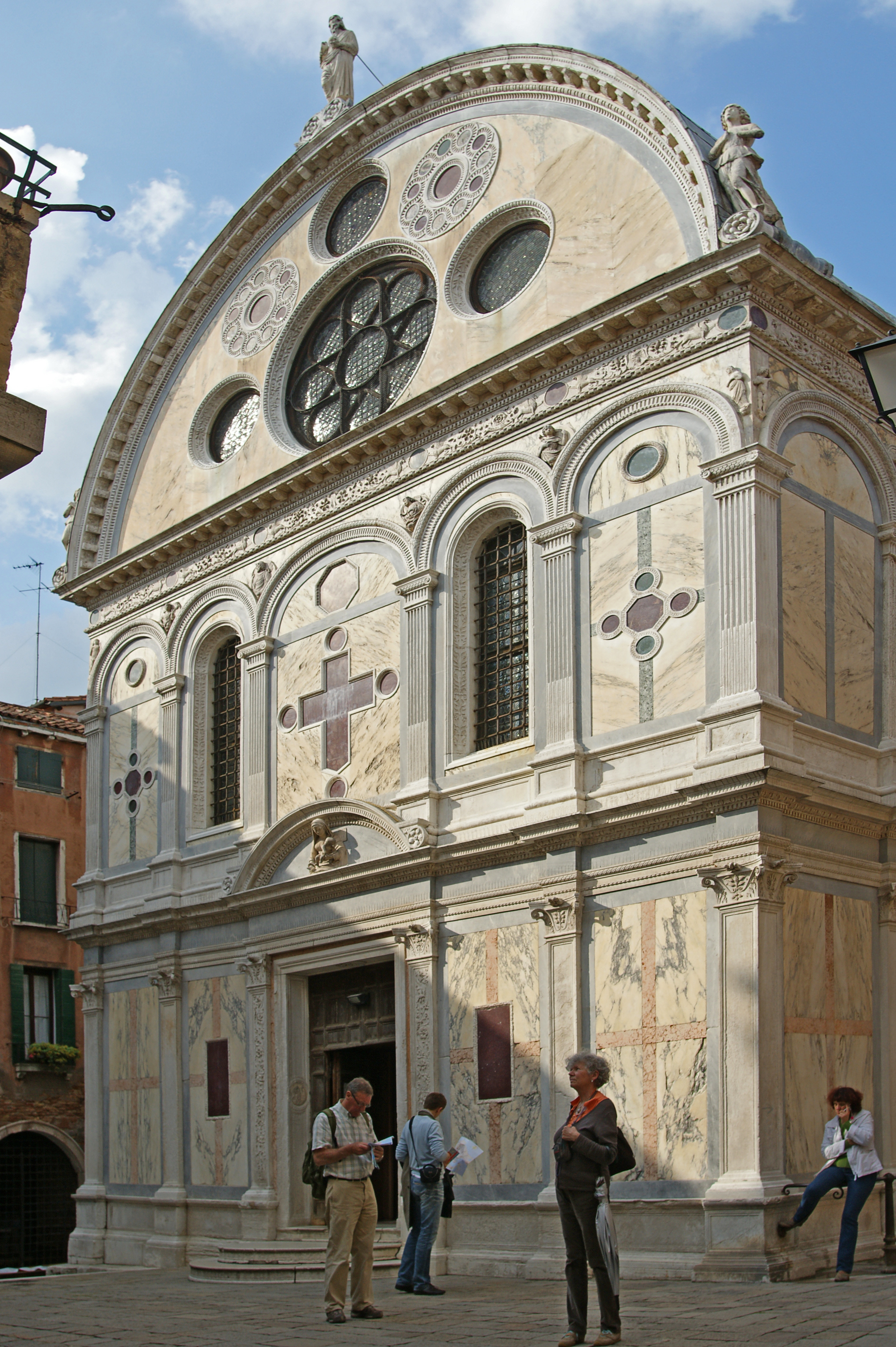
Santa Maria dei Miracoli

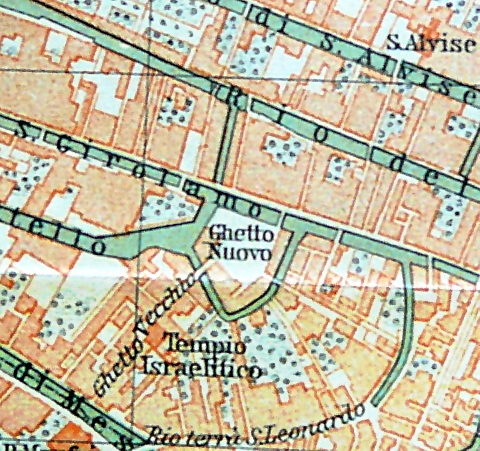
Lageplan des „Neuen Ghettos“ von 1905

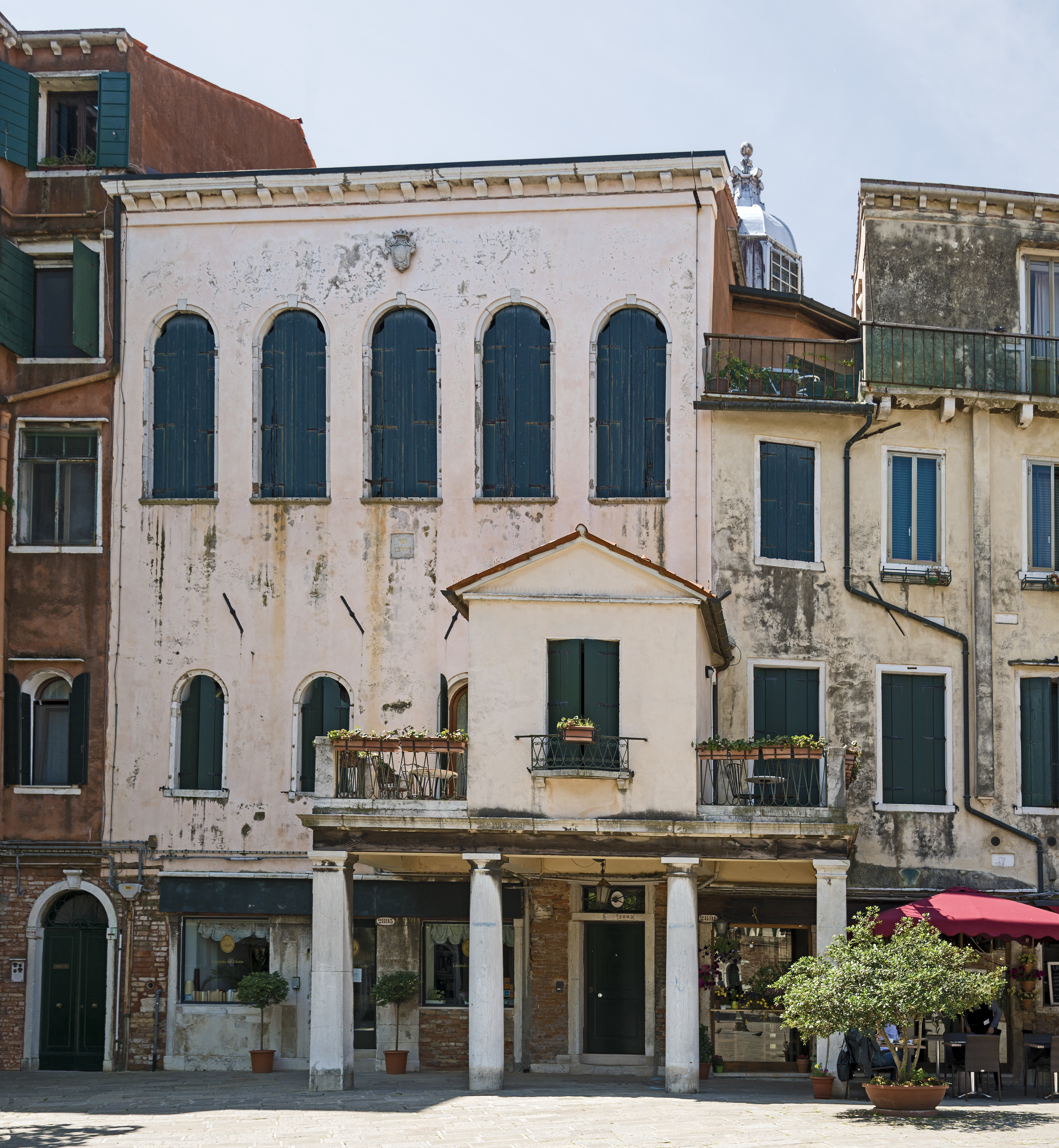
Fassade der Scola italiana

- Chiesa Luterana di Venezia / volkstümlich Chiesa Evangelica Alemanna
- San Marcuola
- Santa Maria Assunta / volkstümlich Chiesa dei Gesuiti
- La Maddalena
- Santa Maria di Nazareth, volkstümlich I Scalzi
- Madonna dell’Orto
- Santa Maria dei Miracoli
- Santa Maria della Misericordia, säkularisiert
- Santa Maria dei Servi zerstört
- San Marziale
- Oratorio dei Crociferi
- Santa Sofia

## Castello

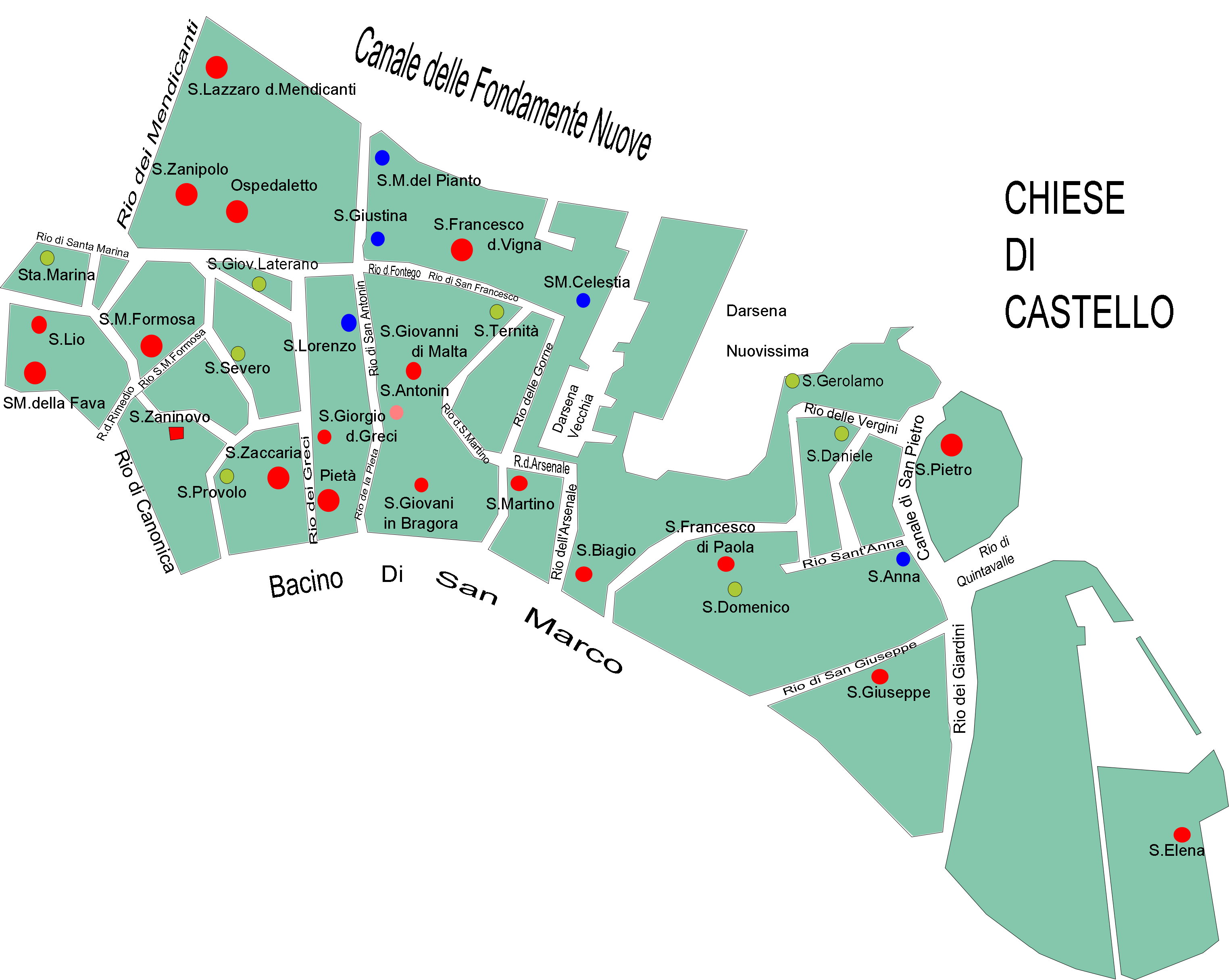

- San Zanipolo (Santi Giovanni e Paolo)
- Ospedaletto
- Santa Maria della Pietà
- Santa Maria della Celestia zerstört
- Cristo Re alla Celestia (1950–1952)
- Santa Maria delle Vergini (Le Vergini)
- Santa Maria Nova zerstört
- Santa Marina zerstört
- Sant’Anna säkularisiert
- Sant’Antonio Abbate zerstört
- Sant’Antonin
- San Biagio
- San Bartolommio zerstört
- San Daniele profeta zerstört
- San Domenico di Castello  zerstört
- Sant’Elena
- San Francesco di Paola
- San Francesco della Vigna
- San Giorgio dei Greci (griechisch-orthodox)
- San Giorgio degli Schiavoni
- San Giovanni di Malta
- San Giovanni in Bragora
- San Giovanni Nuovo
- Santa Giustina säkularisiert
- San Lazzaro dei Mendicanti
- San Leonardo
- San Lio
- San Lorenzo säkularisiert
- Sant’Isepo (San Giuseppe di Castello)
- Santa Maria della Fava
- Santa Maria Formosa
- Santa Maria del Pianto profaniert
- San Martino
- San Niccolo di Bari  zerstört
- San Pietro di Castello
- San Provolo zerstört
- San Severo  zerstört
- Chiesa Valdese e Metodista di Venezia
- San Zaccaria
- Santi Filippo e Giacomo (Venedig) ht. Museum

### San Michele
- San Cristoforo
- San Michele in Isola

## Inseln

### Murano

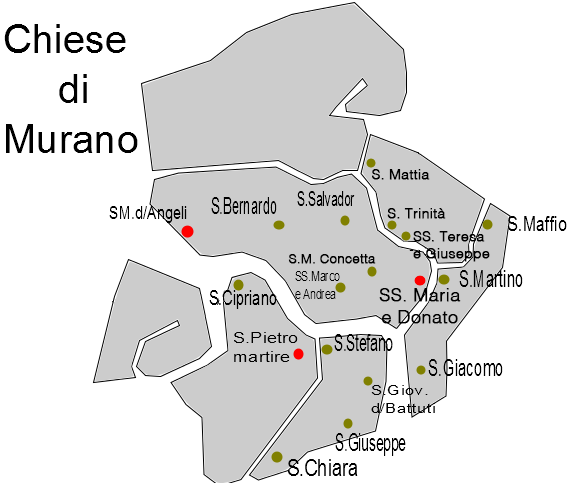

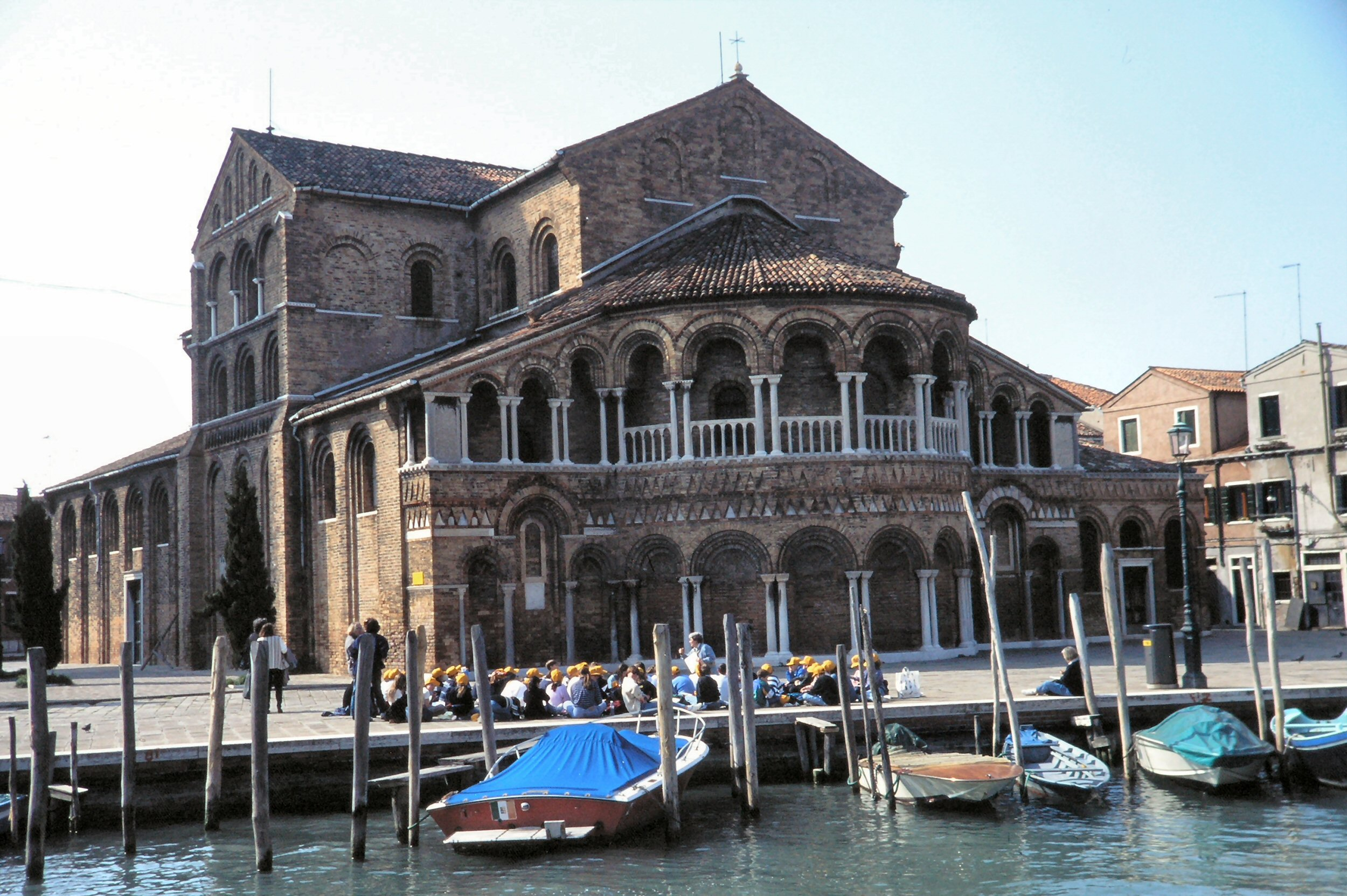
Basilica di Santi Maria e Donato auf Murano

- Basilica di Santi Maria e Donato
- Santa Maria degli Angeli
- San Pietro Martire
- San Cipriano (Venedig)
- Santa Chiara (Murano)

### Burano
- San Martino

### Mazzorbo
- Santa Caterina
- Santa Maria Valverde  zerstört

### Torcello
- Santa Maria Assunta
- Santa Fosca

### San Francesco del Deserto
- San Francesco del Deserto

### Lido
- Santa Maria Elisabetta
- San Nicolò di Lido
- Santa Maria Assunta (Malamocco)

### San Lazzaro degli Armeni
- San Lazzaro degli Armeni (armenisch-katholisch)

### Insel San Clemente
- San Clemente